# Quincy Kammeraad
Quincy Julian Boltron Kammeraad (Haarlem, 1 februari 2001) is een Filipijns-Nederlands voetballer die als doelman voor Kaya-Iloilo speelt.

## Carrière
Quincy Kammeraad speelde in de jeugd van AVV Zeeburgia, AZ, FC Volendam en weer AVV Zeeburgia. Tijdens een vakantie op de Filipijnen kwam hij in contact met een bestuurslid van de Filipijnse voetbalbond, waarna hij de overstap maakte naar Global Cebu FC. Hier werd hij echter niet ingeschreven en kreeg hij geen salaris, waarna hij terugkeerde naar Zeeburgia. In 2020 vertrok hij weer naar de Filipijnen, waar hij voor het Azkals Development Team tekende. Deze club is een opleidingsteam voor jonge spelers van de Filipijnse voetbalbond. Voor dit team speelde hij in 2020 drie wedstrijden in de Philippines Football League, die vanwege de coronacrisis in een bubbel gespeeld werd met slechts vijf wedstrijden per team. In 2021 werd hij voor het Filipijns voetbalelftal geselecteerd, maar debuteerde tot op heden nog niet.

### Statistieken
| Seizoen                    | Club                    | Land           | Competitie     | Competitie | Competitie | Beker | Beker | Totaal | Totaal |
| Seizoen                    | Club                    | Land           | Competitie     | Wed.       | Dlp.       | Wed.  | Dlp.  | Wed.   | Dlp.   |
| -------------------------- | ----------------------- | -------------- | -------------- | ---------- | ---------- | ----- | ----- | ------ | ------ |
| 2020                       | Azkals Development Team | Filipijnen     | PFL            | 3          | 0          | –     | –     | 3      | 0      |
| Carrièretotaal             | Carrièretotaal          | Carrièretotaal | Carrièretotaal | 3          | 0          | 0     | 0     | 3      | 0      |
| Bijgewerkt op 27 juli 2021 |                         |                |                |            |            |       |       |        |        |